# Revolução Libertadora (Argentina)
A Revolução Libertadora (em castelhano Revolución Libertadora) foi o golpe de estado que derrubou o presidente Argentino Juan Domingo Perón em 16 de setembro de 1955. O evento deu início a uma ditadura militar que fechou o Congresso Nacional e depôs os membros da Corte Suprema, e que, após mais de dois anos de governo, entregaria o poder ao presidente Arturo Frondizi, a 1 de maio de 1958.
O primeiro governante da Revolução Libertadora foi o general Eduardo Lonardi, que foi substituído por Pedro Eugenio Aramburu.

## Antecedentes e preparativos
Os atritos do governo com os militares começaram por ocasião da reforma constitucional de 1949, que entre outras medidas outorgava mais atribuições ao governo para intervir na economia, coisa que gerava mal-estar nas classes conservadoras.

### Primeira tentativa de golpe
Em 1951 o general Benjamín Menéndez sublevou-se contra o governo de Juan Domingo Perón, mas não teve sucesso, ao não encontrar adesões importantes dentro do aparelho militar.
Peron ganhou em 1951 as eleições com 62,49% dos votos. Mas a conspiração contra o governo de Perón continuou. Eduardo Lonardi, que estava preso, nominou o general Pedro Eugenio Aramburu como o chefe do movimento. Perón contava com o apoio de grupos nacionalistas e católicos, tanto no exército quanto na sociedade civil, somados à classe trabalhadora e à CGT. Aramburu pensava que ainda não era momento de se sublevar, pois a morte de Evita produzira uma galvanização do peronismo, e uma aglutinação dos trabalhadores em torno de Peron a quem reconheciam como líder indiscutido. A 28 de setembro, Perón declarou o Estado de Guerra interno.
Antes das eleições de 1952 a propaganda antigovernamental dos partidos liberais e conservadores, apoiados pela Igreja Católica, tornou-se mais evidente. Perón triunfou nas eleições de 1952. O confronto de Perón com os setores católicos precipitou a conspiração. Perón chamara a uma Convenção Constituinte para separar a igreja do Estado, o que pôs os setores católicos em pé de guerra junto aos outros setores que vinham conspirando.

### Segunda tentativa de golpe
A 16 de junho de 1955 ocorreu um levantamento militar no qual a Aviação Naval bombardeou Buenos Aires causando 364 mortos (algumas versões elevam essa cifra a 500) e um milhar de feridos, não há números precisos, estima-se que havia mais de 400 mortes, enquanto o número de feridos foi de 800 pessoas. Perón refugiou-se num dos seus bunkers, nos subsolos da sede do Exército, deixando o manejo da situação ao Ministro de Guerra Franklin Lucero.
Combateu-se por ar, mar e terra. Aviões da Marinha enfrentaram-se aos da Força Aérea e atacaram a unidades do exército que convergiam sobre o epicentro da cidade. Os pontos bombardeados foram a Casa de Governo, as cercanias de Praça de Mayo, o Ministério da Guerra, o Departamento Central de Policia, a zona limítrofe à Residência Presidencial, na zona norte da Grande Buenos Aires, no bairro de Olivos e outros setores da cidade.
Aviões da Marinha foram derrubados, um deles sobre o Rio da Prata e outro na localidade de Tristán Suárez; o Regimento de Granadeiros a Cavalo e corpos do Exército, com o Regimento Motorizado Buenos Aires à cabeça, conseguiram rejeitar o ataque da Infantaria de Marinha sobre a Casa de Governo e render ao Ministério de Marinha, onde se concentrara o alto comando rebelde, cujo chefe, o Contra-Almirante Benjamín Gargiulo, ao ver fracassado o levante, suicidou-se. Pela noite, militantes peronistas incendiaram a Cúria Metropolitana, pelo apoio que deram aos golpistas. Perón seguiu à frente do governo como presidente, embora só por uns meses mais.

## O golpe de 16 de setembro de 1955

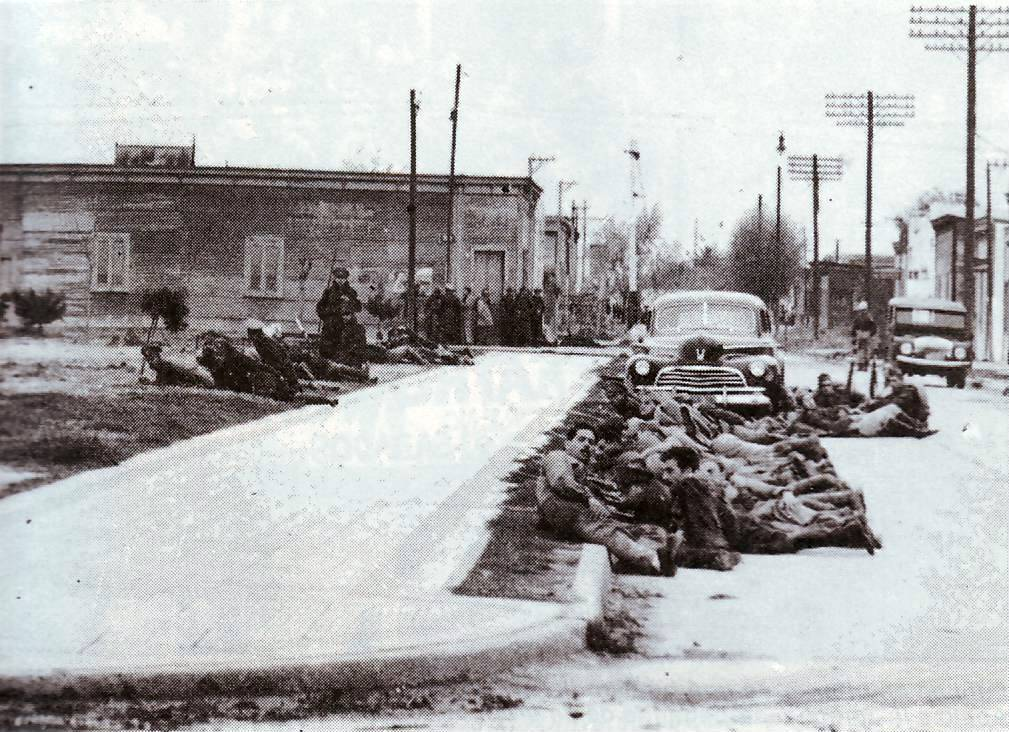
Tropas leais ao governo de Perón resistiram o golpe de Estado na localidade bonaerense de Ensenada (Buenos Aires).

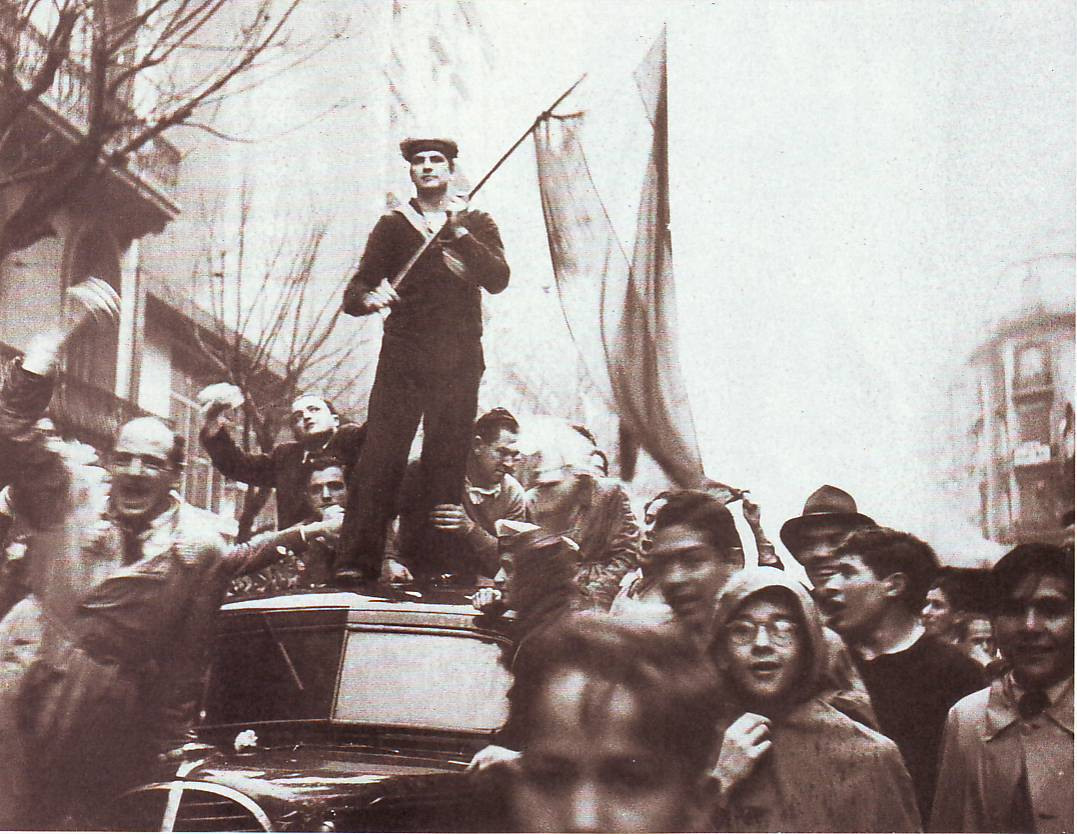
Grupos civis festejando o triunfo do golpe de Estado.

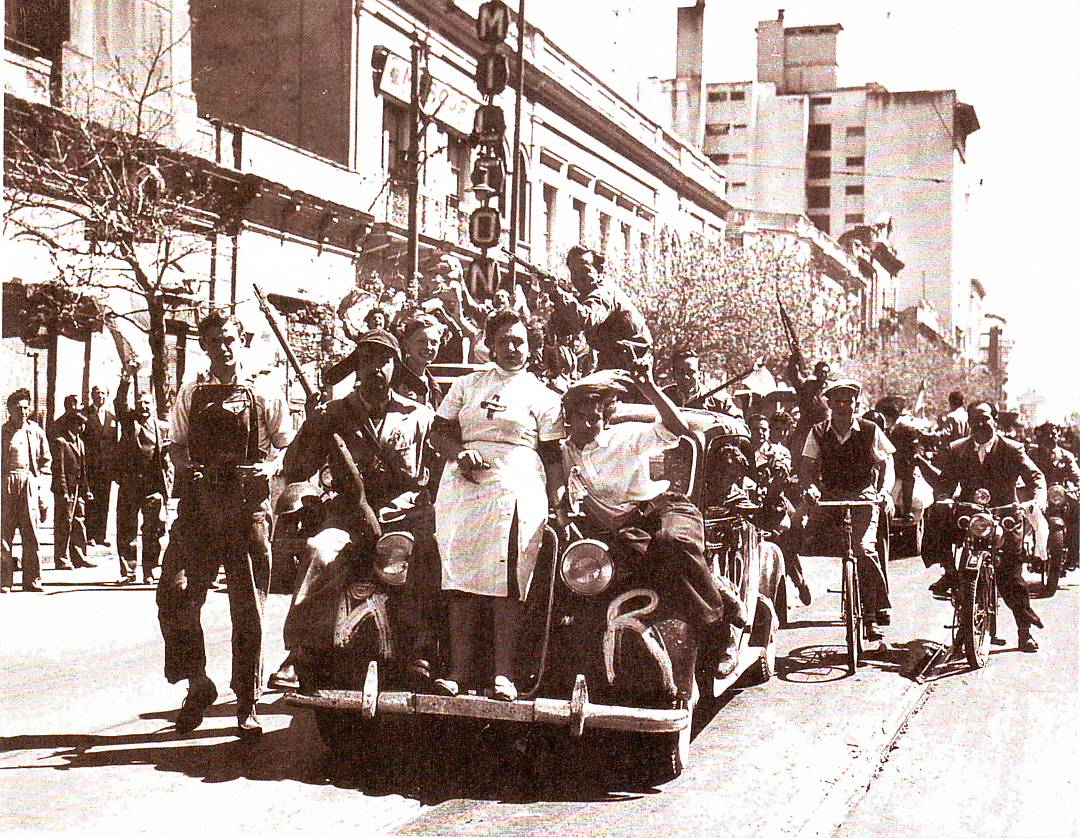
Civis armados celebram na cidade de Córdoba o derrocamento de Perón.

A 16 de setembro de 1955 estourou em Córdoba a insurreição cívico-militar que daria começo à Revolução Libertadora. Os rebeldes contaram com o apoio dos comandos civis revolucionários, que combateram contra as tropas leais ao presidente Perón em Alta Córdoba, e mantiveram escaramuças em diferentes pontos do país, ocupando edifícios públicos e constituíram um fator de ligação permanente com os militares sublevados.[carece de fontes?]
Houve fortes confrontos entre a Escola de Artilharia, a sua aliada, a Escola de Tropas Aerotransportadas e a vizinha Escola de Infantaria, leal ao governo, nas cercanias de Córdoba e combateu-se no epicentro daquela cidade, sobretudo frente ao histórico Cabido; na Base Naval de Rio Santiago, atacada pela Força Aérea leal e no Rio da Prata, onde a Esquadra de Ríos sofreu sérios danos. Também se produziram choques em Curuzu Cuatiá (província de Corrientes), em Cuyo e Entre Ríos. houve duros confrontos entre forças do Exército e a Aviação Naval na zona de Sierra de la Ventana e Tornquist e combates de consideração em Bahía Blanca e na província de Rio Negro, onde um convoi foi atacado por aviões navais. Por outro lado, a Marinha bombardeou os depósitos de combustível e a Escola de artilharia antiaérea de Mar del Plata, ameaçou com fazer o mesmo na Destilaria de La Plata e unidades rebeldes da Força Aérea atacaram aeródromos e bases leais em diferentes pontos das províncias de Córdoba e Buenos Aires.
Os confrontos estenderam-se do 16 ao 21 de setembro e finalizaram quando tanques do Exército canhonearam e demoliram a sede da Aliança Libertadora Nacionalista, no centro de Buenos Aires, matando a muitos dos seus integrantes. Perón renunciou à presidência e retirou-se para Paraguai.
Dum ponto de vista formal, o momento no que Perón cessou no cargo de presidente e no que assumiram as nova autoridades é confuso. A 19 de setembro ao meio-dia, Perón escreveu uma confusa carta dirigida ao general Franklin Lucero, Comandante-em-chefe das Forças Armadas e leal ao governo constitucional. Na carta, Perón dá a entender a sua renúncia:
| “ | Faz alguns dias... decidi ceder o poder...Agora a minha decisão é irrevocável... Decisões análogas do vice-presidente e dos deputados... O Poder do Governo passa por isso automaticamente às mãos do Exército. | ” |

A carta foi assumida por Lucero como uma renúncia, após o qual procedeu a formar uma junta militar integrada entre outros pelos generais José Domingo Molina, Raúl D. Tanco, Juan José Valle, Angel J. Manni, Emilio Forcher e Oscar A. Uriondo, que assumiu o Poder Executivo. Depois, o general Lucero leu a carta de Perón, pela rádio e televisão. Contudo, essa mesma noite Perón reuniu-se com a junta militar para informar que ele não renunciara; a junta porém não foi dissolvida.
A 20 de setembro pela manhã, Perón pediu asilo na embaixada de Paraguai e, uma vez concedido, subiu no buque paraguaio "Paraguay", uma canhoneira militar. Esse mesmo dia, uma vez asilado Perón, Lonardi emitiu um bando com o nome de "Decreto Nº 1" pelo qual se nomeia a si mesmo como "presidente provisório da Nação", solicita o reconhecimento dos outros países e estabelece a sede provisória do governo na Cidade de Córdoba. A 22 de setembro Uruguai reconheceu Lonardi como presidente da Argentina, enquanto que este dissolveu o Congresso Nacional e nomeou interventores em várias províncias.
A 23 de setembro o general Lonardi e o almirante Rojas chegaram a Buenos Aires. Esse mesmo dia o primeiro prestou juramento assumindo o título de "Presidente Provisório", e ao dia seguinte designou o almirante Isaac Rojas com o título de "Vice-presidente Provisório".
A assunção de Lonardi foi acompanhada por uma grande multitude reunida na Praça de Mayo.[carece de fontes?] Alguns dos slogans dos manifestantes foram: "Argentinos sim, nazis não", " San Martín sim, Rosas não", "YPF sim, Califórnia não",
A 25 de setembro reconheceram o governo militar os governos dos Estados Unidos e da Grã-Bretanha, este último após ter dado um importante apoio aos insurretos.

## Governo de Eduardo Lonardi

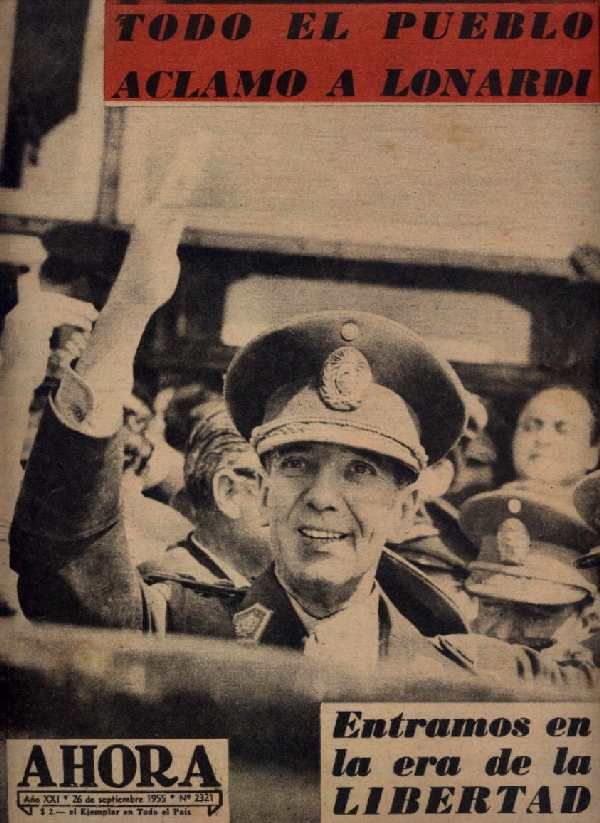
O general Eduardo Lonardi em 1955.

O general Eduardo Lonardi governou apenas 52 dias até ser derrotado pelo setor liberal dos golpistas. Ademais, padecia de um câncer cujos sintomas já eram notáveis no começo da insurreição, e que acabaria com a sua vida em março do ano seguinte. Representava uma fração das forças armadas, de orientação nacionalista católica, que visava derrocar Perón e excluí-lo da vida nacional, bem como impedir que o peronismo voltasse ao poder -pelo menos no imediato-, mas sem efetuar uma repressão massiva nem derrogar a Constituição de 1949 e as leis sociais e laborais que caracterizaram o governo peronista.
O lema político que expressava essa intenção foi o slogan pronunciado ao assumir o poder, "nem vencedores nem vencidos", tomada de Justo José de Urquiza, que se tornou numa das frases políticas mais famosas da história argentina.
Lonardi integrou o seu governo com os seguintes ministros:
- Ministro de Fazenda: Eugenio Folcini
- Ministro do Interior e Justiça: Eduardo B. Busso
- Ministro do Exército: Justo León Bengoa (substituido por Arturo Osorio Arana)
- Ministro da Marinha: geral de Teodoro Hartung
- Ministro da Aeronáutica: Comodoro Julio Cesar Krause
- Ministro do Comércio: César Augusto Bunge
- Ministro das Obras Públicas: José Blas Paladino
- Ministro da Educação: Atilio Dell'Oro Maini
- Ministro do Trabalho: Luis B. Cerruti Costa
- Ministro do Transporte: Juan José Uranga
- Ministro da Assistência Social: Ernesto Rottger
- Ministro de Relaciones Exteriores e Culto: Mario Amadeo
- Ministro de Comunicaciones: Luis María Ygartúa
- Ministro de Indústria: Horácio Morigem
- Ministro da Agricultura e Pecuária: Alberto Mercier
- Ministro das Finanças: Julio Alizón García

No final do seu governo, Lonardi dividiu o Ministério do Interior e da Justiça, renunciando então o ministro Busso; a 12 de novembro assumiu Luis María de Pablo Pardo como Ministro do Interior e Julio Velar de Irigoyen como Ministro de Justiça.

### Lutas internas e golpe palaciano
A pouco de assumir o general Lonardi, manifestaram-se as diferenças entre as duas alas do governo militar:
- a ala nacionalista católica, liderada pelo próprio general Eduardo Lonardi, mais proclive a negociar com o peronismo e a preservar a maior parte das conquistas sociais e laborais dos governos de Perón.
- a ala liberal, liderada pelo vice-presidente almirante Isaac Rojas, sustinha um antiperonismo radical, visava erradicar totalmente o peronismo da vida política e sindical argentina, derrogar as medidas sociais e laborais estabelecidas durante o governo peronista, e estabelecer uma política econômica dirigida pelos economistas mais conservadores.

Neste primeiro período da Revolução Libertadora, o peronismo tentou manobrar aproveitando as diferenças entre ambas as correntes militares, para obter vantagens e ganhar tempo para se reorganizar ao redor do movimento sindical. Por essa razão esse momento foi conhecido como a entente cordiale.
A 5 de outubro a direção da Confederação Geral do Trabalho (CGT) renunciou, assumindo a direção provisória Andrés Framini e Luis Natalini. Os sindicalistas negociavam com o regime militar, através do Ministro do Trabalho Luis Cerruti Costa, um social-cristão, advogado do sindicato metalúrgico, que fora peronista até 1947. Ao dia seguinte de assumir a direção da CGT, Framini e Natalini assinaram um pacto formal com o ministro Cerruti Costa, pelo qual o governo reconhecia as autoridades da CGT e se comprometia a designar interventores imparciais nos sindicatos, onde se deveriam realizar eleições democráticas em 120 dias. Pela sua vez, A CGT aceitou realizar algumas concessões, como a eliminação do preâmbulo do estatuto no que se adotava a doutrina peronista e a eliminação do 17 de outubro como feriado.
Para final do mês de outubro, as tensões em pugna aumentaram. O peronismo começou a reorganizar-se e a recuperar a sua capacidade de ação.
Pela sua vez, a CGT aumentou a sua pressão sobre o governo para que se abstivesse de intervir na situação interna dos sindicatos, buscando impor direções não peronistas. A 26 de outubro, numa reunião com o Ministro de Trabalho Luis Cerruti Costa, a CGT exigiu-lhe deixar de apoiar os grupos opositores, sob ameaça de declarar uma greve geral. Cerruti Costa então recusou a exigência sindical, e dois dias depois estabeleceu novas regras para a "normalização sindical" que, de fato, deixavam sem efeito a ata assinada com a CGT. As novas regras estabeleciam a caducidade dos mandatos dos dirigentes da CGT e os sindicatos, e o chamado a eleições controladas pelas Forças Armadas.
Frente da atitude ofensiva demonstrada pelo peronismo através da CGT, os setores liberais do regime militar movimentaram-se para obter maior poder. A 1 de novembro a Marinha ocupou o Ministério do Trabalho com o fim de desencadear a repressão dos sindicalistas peronistas. Cerruti Costa resistiu a pressão e logrou, com apoio de Lonardi, um novo pacto com a CGT, pelo qual voltavam a ser reconhecidas as autoridades da central sindical e se designava de comum acordo os interventores sindicais que procederiam à normalização.
A ala liberal voltou a tomar a iniciativa a 11 de novembro, ao formar-se uma Junta Consultiva Nacional do governo militar (criada por decreto do 28 de outubro), presidida pelo almirante Rojas e integrada por políticos destacados designados pela maior parte dos partidos antiperonistas. A Junta esteve integrada por quatro membros da União Cívica Radical (Óscar Alende, Juan Gauna, Óscar López Serrot e Miguel Ángel Zavala Ortiz), quatro do Partido Socialista (Alicia Moreau de Justo, Américo Ghioldi, Ramón Muñiz e Nicolás Repetto), quatro pelo Partido Democrata Nacional (José Aguirre Cámara, Rodolfo Coromina Segura, Adolfo Mugica e Reinaldo Pastor), quatro pelo Partido Democrata Progresista (Juan José Díaz Arana, Julio Argentino Noble, Horacio Thedy e Luciano Molinas), dois pelo Partido Democrata Cristiano (Manuel Ordóñez y Rodolfo Martínez) e dois pela nacionalista União Federal (Enrique Arrioti e Horacio Storni).
Assimilando-a a um poder legislativo, o governo militar decidiu que a Junta Consultiva se reunisse no edifício do Congresso Nacional e, fazendo uma interpretação extensiva da Constituição (art. 50). na qual o Vice-presidente da Nação é presidente do Senado, considerou que devia ser presidida pelo Almirante Rojas, na sua condição de vice-presidente de fato. À primeira sessão da junta concorreram cerca de 300 convidados especiais, e foi colocado no salão um quadro correspondente à Assembleia Constituinte de 1853.
A constituição da Junta Consultiva influiu decisivamente para que predominasse no governo militar o setor liberal e uma linha antiperonista radical. Pondo em evidência o deslocamento iminente do setor nacionalista católico, esse mesmo dia Luis Pandra, do Partido Socialista escreveu no diário La Época:
| “ | Vamos fazer a Revolução Libertadora desde o governo, com o governo, sem o governo ou contra o governo. | ” |

A 13 de novembro um golpe palaciano destituiu do poder o general Lonardi, instalando como novo presidente de fato um liberal, o general Pedro Eugenio Aramburu. Ao dia seguinte, o governo militar deu a conhecer três comunicados com a assinatura de Aramburu informando dos motivos da mudança: o primeiro limitando-se a informar do cesse de Lonardi; o segundo sustentava que Lonardi fora deposto devido à "presença de grupos que orientaram a sua política para um extremismo totalitário incompatível com as convicções democráticas da Revolução Libertadora"; e o terceiro ampliava as razões acusando o grupo de Lonardi de "escudar-se atrás do estandarte da religião católica".

## Governo de Pedro Eugenio Aramburu

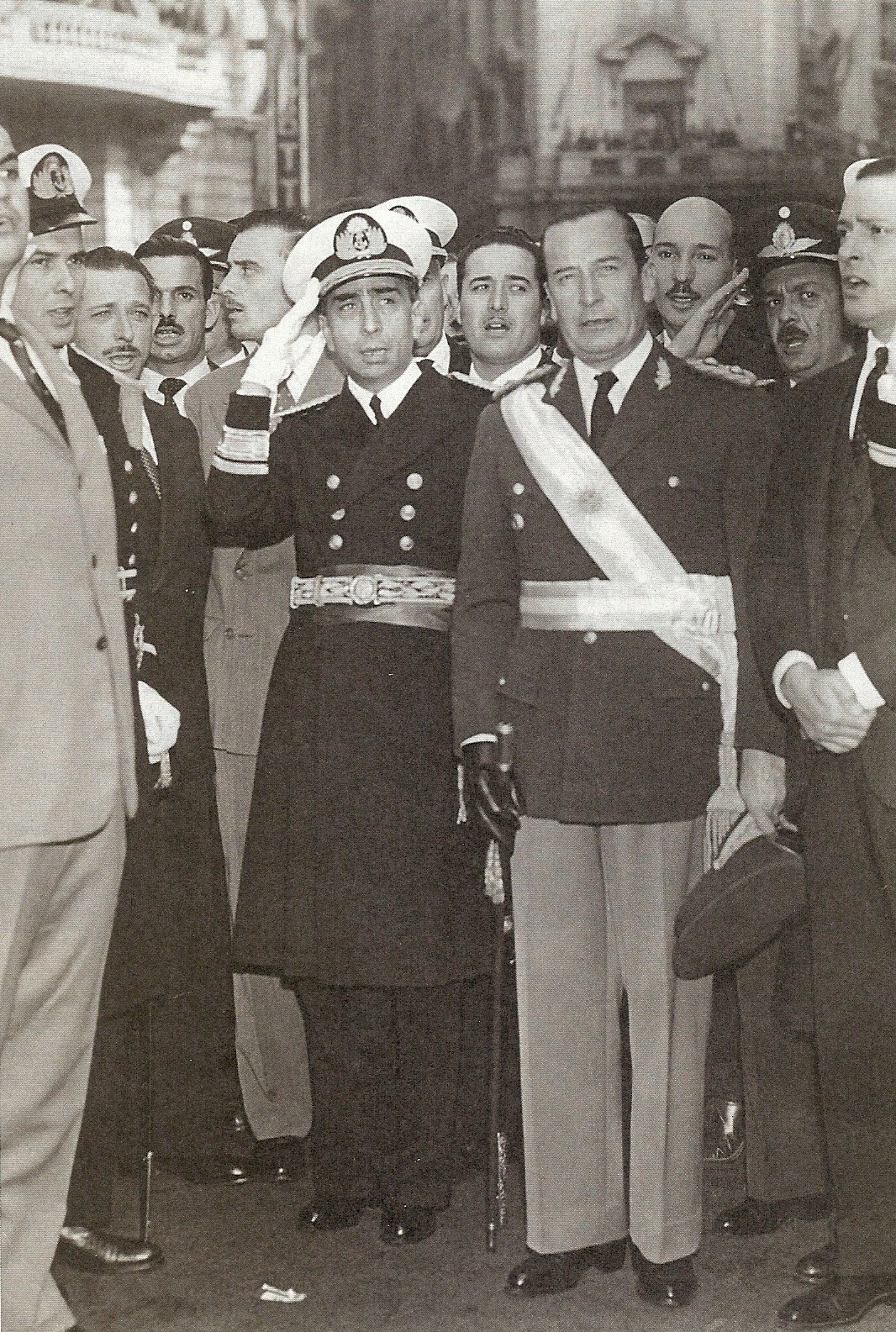
O vice-presidente almirante Isaac Rojas e o presidente general Pedro Eugenio Aramburu, no momento da assunção deste último a 13 de novembro de 1955.

O general Pedro Eugenio Aramburu assumiu a presidência de fato em 13 de novembro de 1955, enquanto o almirante Rojas, líder da ala liberal, permanecia como vice-presidente. Iniciou-se assim uma segunda etapa da ditadura militar, caracterizada essencialmente pela adoção de uma linha dura frente ao peronismo, abandonando assim o lema "nem vencedores, nem vencidos".
Imediatamente, a CGT declarou uma greve geral para os dias 15, 16 e 17 de novembro. Esse mesmo dia o governo militar encarcerou mais de 9.000 dirigentes sindicais, incluídos Framini e Natalini. A greve teve adesão apenas em alguns distritos operários como Avellaneda, Berisso e Rosario, e deveu ser levantada no dia seguinte. A CGT e a maior parte dos sindicatos foi alvo de intervenção pelos militares.

### Política interna
No gabinete do novo governo ocorreram mudanças substanciais a respeito do anterior, participando do mesmo desde integrantes da direita liberal até socialistas.[carece de fontes?]
No Ministério do Interior, assumiram dois radicais: Laureano Landaburu e Carlos Alconada Aramburú. Também eram radicais o Ministro de Educação (Acdel Salas) e o Ministro de Trabalho (Horacio Aguirre Legarreta, frondizista).
Os sindicatos sofreram intervenção, bem como a Confederação Geral do Trabalho (CGT), e dispôs-se o encarceramento de mais de 9.000 dirigentes sindicais, depois da greve geral declarada a 14 de novembro de 1955. O governo militar ditou o Decreto 3855/55 dissolvendo o Partido Peronista e a 5 de março de 1956 o Decreto 4161, de "proibição de elementos de afirmação ideológica ou de propaganda peronista", pelo qual até mesmo se proibia mencionar o nome de Juan Domingo Perón, castigando os infratores com penas de até seis anos de prisão. Assim começou um longo período de proscrição do peronismo da vida militar, pública e docente que se estenderia até 1973, e que deu lugar a um movimento opositor, muitas vezes clandestino, conhecido como a Resistência Peronista.

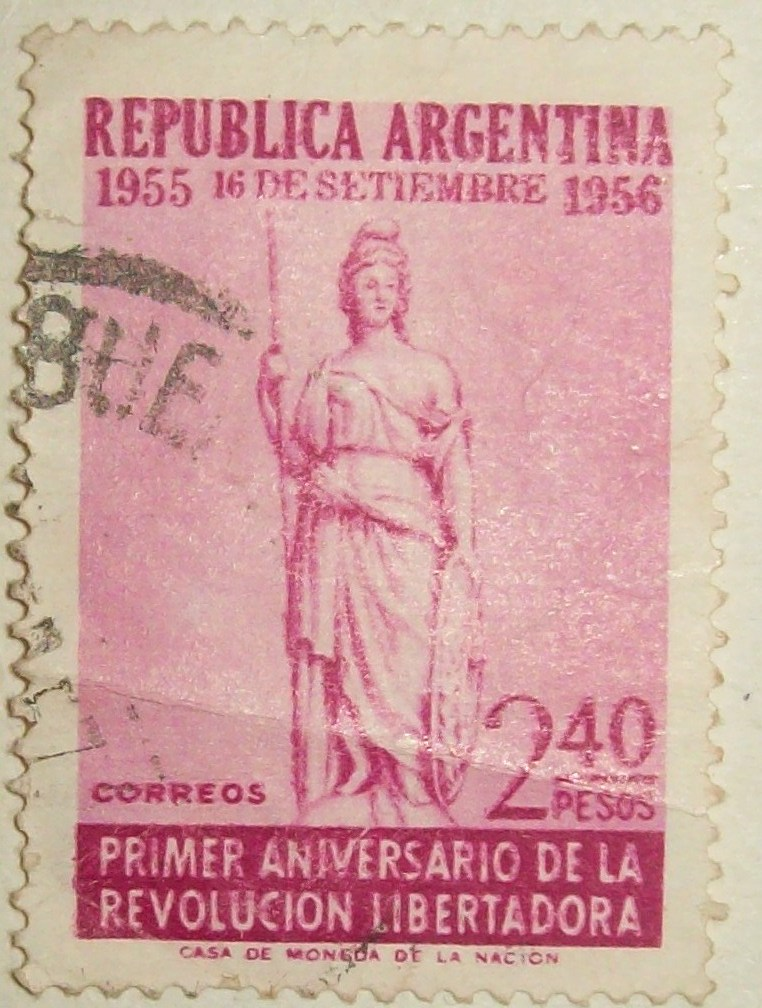
Selo postal do primeiro aniversário da Revolução Libertadora.

A 25 de maio de 1957, agentes do governo militar argentino em Caracas, instalados na embaixada argentina nesse país, realizaram um frustrado atentado para assassinar Juan D. Perón, fazendo estourar seu carro. Em resposta, Venezuela expulsou o embaixador argentino nesse país, general Federico Toranzo Montero, fato que levou à ruptura de relações diplomáticas entre ambos os países.
Quando em 1957, Aramburu considerou que devia levantar-se a proscripção contra o peronismo, enfrentou-se duramente com o seu "vice" Isaac Rojas, quem se opôs totalmente.[carece de fontes?] A medida fora proposta pelo presidente e o Ministro do Interior, o balbinista Carlos Alconada Aramburú. O presidente Aramburu avaliou seguir adiante com a Revolução sem o apoio da Marinha, embora isto resultasse impossível na prática, pois a Marinha era o grupo mais homogêneo e forte dos que participaram no golpe.

### Derrogação da Constituição de 1949 e reforma de 1957
Uma das decisões do general Aramburu foi a derrogação da Constituição de 1949, mediante proclama de 27 de abril de 1956, declarando nula a reforma constitucional realizada em 1949, e impondo a Constituição de 1853 com as reformas de 1860, 1866 e 1898.
A decisão foi questionada por diversos setores, devido à impossibilidade jurídica de aceitar que um presidente de fato militar derrogasse uma constituição e impusesse outra. A derrogação por decisão militar da Constituição, gerou uma crise na Corte Suprema que, se bem que aceitava uma certa legitimidade do regime pela aplicação da doutrina dos governos de fato, tinha estabelecido que um regime assim devia ser provisório e manter a Constituição como norma suprema. A crise levou à renúncia de um dos cinco membros da Corte, Jorge Vera Vallejo.
Depois de intensas discussões sobre como resolver a questão, o governo militar decidiu convocar uma Convenção Constituinte que convalidasse o ato. A tal efeito, decidiu-se também que os participantes seriam eleitos em eleições nas quais não pudesse participar o Partido Peronista.
As eleições decorreram a 28 de julho de 1957 e nelas o voto em branco, proposto pelo peronismo, resultou na primeira minoria.
| Eleições para constituintes de 1957       |                     |
| Partido                                   | Quantidade de votos |
| Em branco                                 | 2.119.147           |
| União Cívica Radical do Povo (UCRP)       | 2.117.160           |
| União Cívica Radical Intransigente (UCRI) | 1.821.459           |
| Partido Socialista (PS)                   | 525.721             |
| Partido Democrata Cristiano (PDC)         | 420.606             |
| Democrata de Centro (PDC)                 | 407.695             |
| Democrata (PD)                            | 269.089             |
| Democrata Progressista (PDP)              | 263.915             |
| Comunista (PC)                            | 228.451             |
| Cívico Independiente (PCI)                | 86.441              |
| Partido Laborista (PL)                    | 3 conv.             |
| Partido dos Trabalhadores (PCI)           | 1 conv.             |
| União Federal (UF)                        | 1 conv.             |

A população peronista votou em branco seguindo as instruções de Perón. Os partidos políticos que apoiavam a reforma (UCRP, PS, PDC, PDP, PD, PDC e PCI) atingiram 120 bancas, enquanto os partidos que estavam contra da reforma (UCRI, PL, Pde losT, UF) obtiveram apenas 85 bancas. Estes últimos apresentaram-se na Convenção Constituinte para fazer constar que a mesma era ilegítima.
A Convenção Constituinte reuniu-se e, na sua primeira sessão, procedeu a convalidar a decisão do governo militar de declarar nula a Constituição de 1949 e estabelecer a vigência da Constituição de 1853, com as modificações de 1860, 1866 e 1898. Quando a Convenção Constituinte se preparava para proceder a incluir os direitos humanos de segunda geração (sociais e laborais), e aqueles relacionados com uma orientação social da economia, os setores conservadores que dominavam a Convenção, devido à ausência do peronismo e da UCRI, começaram a retirar-se para deixar a Convenção sem quórum e impedir as reformas. Nesta circunstância, a ala esquerda da União Cívica Radical do Povo, liderada pelo seu presidente Crisólogo Larralde, pressionou os delegados do partido para que não abandonassem as reuniões. A pressão conseguiu que fosse aprovada a inclusão do artigo 14 bis, referidos aos direitos laborais e de segurança social.
Porém, imediatamente após votado o artigo 14 bis, os conservadores e grande parte dos radicais deixaram simplesmente de assistir à Assembleia, deixando sem quórum a Convenção, que não pôde nem tratar a extensa lista de reformas que havia proposto. A convenção extinguiu-se assim informalmente, circunstância que foi duramente criticada por todo o espetro político.
Por volta do final da Convenção Constituinte, e já sem quórum, o convencional socialista Alfredo Palacios, pronunciava as seguintes palavras:
| “ | Os que foram embora serão responsáveis frente do povo e frente da história. Por hoje chega com o repúdio desta Assembleia e dos seus próprios companheiros; repúdio terrível, Senhor Presidente. | ” |

Comparada com a Constituição de 1949, a reforma constitucional de 1957 realizou alguns agregados e exclusões de importância:
- Agregados: direito de greve; mobilidade do salário; participação nos lucros das empresas, com controle da produção e colaboração na direção; proteção contra o despido arbitrário; estabilidade do empregado público; organização sindical democrática pela simples inscrição num registro especial; direito sindical para concertar convênios coletivos; garantias para os representantes sindicais;[carece de fontes?] natureza estatal da segurança social; participação dos trabalhadores nos organismos de segurança social. Todos os agregados encontram-se no art. 14 bis.
- Excluídos: direito de reunião (art. 26); proibição de discriminar por raça (art. 28); direito de trabalhar (art. 37, I); direito à capacitação (art. 37, I); direito à preservação da saúde (art. 37, I); direito à atenção pelo Estado da mãe e da criança; igualdade jurídica de homem e da mulher no matrimônio (art. 37, II); pátria potestade compartilhada (art. 37, II); direitos da velhice (art. 37, III); educação primária obrigatória e gratuita (art. 37, IV); autonomia universitária (art. 37, IV); a função social da propriedade (art. 38); estatização do comércio exterior (art. 40); nacionalização dos recursos mineiros e energéticos (art. 40); estatização dos serviços públicos (art. 40); voto direto (arts. 42, 47 e 82).

### Levante do general Juan José Valle e fuzilamentos

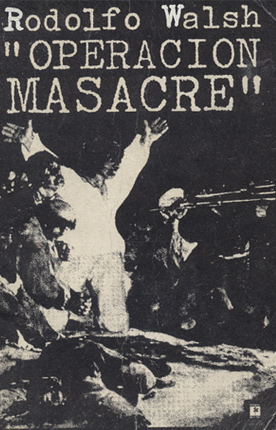
Capa do livro Operación Masacre (1957) de Rodolfo Walsh, utilizando como imagem o quadro Três de maio de 1808, de Francisco de Goya.

A 9 de junho de 1956 ocorreu um levante cívico-militar contra o governo de fato de Aramburu, liderado pelo general Juan José Valle, que pela sua vez foi secundado pelo general Raúl Tanco e pelos dirigentes sindicais Andrés Framini e Armando Cabo.
O levantamento foi abortado depressa, devido a que o movimento tinha infiltrados, e o governo militar estava aguardando pelos insurretos. Como consequência do mesmo foram fuzilados 32 civis e militares, um ato repressivo sem antecedentes na história argentina. A decisão de fuzilar o general Valle correspondeu a uma ordem direta do almirante Rojas.
Os fuzilamentos foram irregulares, com a aplicação retroativa da lei marcial, decretos pré-redigidos, falta de registros sobre a existência de juízos sumários, das ordens de execução, etc. Os mesmos incluíram também fuzilamentos clandestinos de civis, mantidos ocultos pelo governo até o jornalista Rodolfo Walsh revelar os fatos num livro clássico intitulado Operación Masacre, publicado em 1957. Outro ato abertamente ilegal foi o assalto à embaixada do Haiti por parte de um grupo comando, que sequestrou os insurretos ali asilados, entre eles o general Raúl Tanco, os quais foram devolvidos ao asilo quando o embaixador apresentou o seu reclamo.
Os 18 militares fuzilados foram: o General de Divisão Juan José Valle, Coronel Ricardo Santiago Ibazeta, Coronel Alcibíades Eduardo Cortines, Coronel José Albino Irigoyen, Tte. Coronel Oscar Lorenzo Cogorno, Capitão Eloy Luis Caro, Capitão Dardo Néstor Cano, Capitão Jorge Miguel Costales, Tte. Primeiro Jorge Leopoldo Noriega, Tte. Primeiro Néstor Marcel Ovidela, Subtenente Alberto Juan Abadie, Suboficial Ppal. Miguel Ángel Paolini, Suboficial Ppal. Ernesto Garecca, Sargento Ajdte. Luis Pugnetti, Sargento Hugo Eladio Quiroga, Sargento Luis Bagnetti, Cabo Miguel José Rodríguez, Cabo Músico Luciano Isaías Rojas. Os 14 civis fuzilados foram: Clemente Braulio Ross, Norberto Ross, Osvaldo Alberto Albedro, Dante Hipólito Lugo, Aldo Emir Jofré, Miguel Ángel Mauriño, Rolando Zanetta, Ramón Raul Videla, Carlos Irigoyen, Carlos Alberto Lizaso, Nicolás Carranza, Francisco Garibotti, Mario Brion, Vicente Rodríguez.
Momentos antes de ser fuzilado, o general Valle escreveu uma histórica carta ao general Aramburu na que reclamava duramente a decisão de fuzilar os insurretos e justificava o levantamento na necessidade de defender o povo dum governo que estava "impondo a libertinagem de uma minoria oligárquica". [carece de fontes?]
Os fuzilamentos foram fortemente questionados por políticos, observadores e historiadores, quer pela sua falta de legalidade quer pelo grau de violência desnecessária que os mesmos implicaram, quer pelas suas consequências negativas, desencadeou desde o Estado um círculo vicioso de violência e terror que terminaria na chamada Guerra Suja na Argentina. Para além das irregularidades concretas que apresentam os fuzilamentos em cada caso, quem questionam os mesmos destacam que a Constituição Nacional da Argentina proíbe a pena de morte por causas políticas desde 1853.
Entre os que justificaram legalmente os fuzilamentos encontrava-se o advogado radical Carlos Alconada Aramburú, que ao momento do levantamento era Fiscal de Estado da província de Buenos Aires, e ao ano seguinte seria designado Ministro de Educação e Justiça do governo militar. Para Alconada Aramburú, os fuzilamentos foram penas de morte aplicadas pelo delito de insubordinação militar segundo as leis 13.234 de 1948 e 14.062 de 1951. A historiadora María Spinelli destaca, no entanto, que as leis invocadas por Alconada Aramburú foram derrogadas pelo próprio governo militar no ano anterior dos levantes, mediante os decretos-leis 140 e 8.313. Também, nas suas respectivas Memórias, defenderam os fuzilamentos, o almirante Isaac Rojas (1993), que os justifica na necessidade de "salvaguardar os sucessos da Revolução Libertadora", e o contra-almirante Jorge Perren (1997), sustentando que era preciso dar um "escarmento exemplar ao peronismo".

Perón fixou a sua posição numa carta enviada a Cooke, sobre a qual relata Miguel Bonasso:
| “ | "Na carta a Cooke, Perón criticou acerbadamente "o golpe militar frustrado", que atribuiu à "falta de prudência que caracteriza os militares". Depois, os acusou de tê-lo atraiçoado e conjecturou que, de não ter ido embora do país, o teriam assassinado "para fazer méritos com os vencedores". | ” |

Sobre a mesma carta diz o historiador Joseph A. Page:
| “ | "Numa carta que Perón enviou a John William Cooke o mesmo dia do levantamento de Valle, não havia a mais mínima traça de compaixão pelos militares rebeldes. O condutor criticou seu apressamento e falta de prudência, assegurando que somente sua ira por sofrer a retirada involuntária os motivara a agir". | ” |

### Política econômica
No âmbito econômico, Argentina ingressou no Fundo Monetário Internacional e no Banco Mundial. Foi realizada uma grande quantidade de obra pública (como, por exemplo, a Usina de San Nicolás, em 1957) e foi promovida a industrialização da Patagônia.

### Política cultural e educacional
Durante o governo de fato de Aramburu, foi reaberto o principal teatro judeu de Buenos Aires, o IFT (Teatro Popular Judío), de tendência esquerdista. Isidro Odena, identificado com a esquerda, foi designado Diretor Nacional de Radiodifusão. Por outro lado, foi criado o Fundo Nacional das Artes, cujo primeiro diretório esteve presidido por Victoria Ocampo.
Seguindo a política de proscrição do peronismo, a ditadura militar reprimiu sistematicamente a expressão das ideias dessa corrente política. Assim, foram fechadas publicações como a revista "De Frente" e o jornal "Palabra Argentina", este último fechado a 9 de junho de 1957, simultaneamente com o encarceramento do seu diretor, Alejandro Olmos.
Em matéria universitária, a Revolução Libertadora permitiu um regime de autonomia universitária, com co-governo estudantil, com a exceção de que as universidades não podiam permitir o acesso à cátedra de docentes peronistas ou ligados com o peronismo. O socialista José Luis Romero, foi designado reitor da Universidade de Buenos Aires, a partir de uma terna elevada pela FUBA.
Simultaneamente, o governo militar implementou uma política contrária à Universidad Obrera Nacional (UON), criada durante o governo de Perón, com a evidente intenção de organizá-la como instituto de formação não universitário. Os estudantes da UON organizaram-se para reclamar a mesma organização e reconhecimento que as demais universidades, e começaram a denominá-la Universidade Tecnológica Nacional, denominação que finalmente foi adotada de maneira oficial, quando a mesma foi reconhecida e organizada como universidade em 1959, durante o governo de Arturo Frondizi.

### Relações exteriores
No âmbito das relações exteriores, o governo de fato de Aramburu travou uma dura batalha com Alfredo Stroessner, tanto por motivos geopolíticos quanto doutrinários. Como embaixador no Uruguai foi designado o socialista Alfredo Palacios.
Devido ao atentado realizado a 25 de maio de 1957 por agentes do governo militar argentino em Caracas para assassinar a Juan D. Perón, Venezuela expulsou o embaixador argentino nesse país, general Federico Toranzo Montero, fato que levou à ruptura de relações diplomáticas entre ambos os países.
Por outro lado, a partir da Lei 4144, a possibilidade de expulsar a estrangeiros do país foi anulada.

## A Revolução Libertadora e a oposição peronismo-antiperonismo
A Revolução Libertadora foi matéria de intensos debates sobre a sua justificação, no quadro da oposição entre peronismo e antiperonismo. Historicamente, peronistas e antiperonistas acusaram-se mutuamente de não proceder de forma democrática: o peronismo assinalando a participação dos políticos antiperonistas em complôs, atos terroristas e tentativas de golpes de Estado; e o antiperonismo assinalando o proceder autoritário do governo, o controle dos meios de comunicação e as ações repressivas.
Contudo, esses debates foram-se atenuando desde a instalação definitiva da democracia a 10 de dezembro de 1983. Os governos democráticos instalados desde então tenderam a não reconhecer legitimidade histórica a nenhum dos governos militares, incluída a Revolução Libertadora, e abstiveram-se de utilizar os nomes dos seus governantes de fato para designar ruas, edifícios, praças e outros espaços públicos, bem como realizar atos de comemoração dos golpes, ao tempo que foram aprovadas iniciativas para mudar nomes de espaços públicos que levavam os seus nomes. Em senso contrário, os nomes dos funcionários públicos do governo peronista derrocado em 1955, incluído o do presidente Juan D. Perón, foram aplicados a diversos âmbitos públicos.
Em 2008 foi inaugurado, frente à Casa Rosada, um monumento na memória das vítimas do Bombardeio da Praça de Maio de 1955.
O peronismo e alguns outros setores de opinião, costumam utilizar o termo "Revolução Fuziladora" para se referir a este período, aludindo aos fuzilamentos de 1956, depois de fracassar a tentativa de levante contra o regime militar encabeçada pelo general Juan José Valle.
Em 1970 o general Pedro Eugenio Aramburu foi sequestrado pelo grupo guerrilheiro Montoneros, de extração nacionalista-peronista, e submetido ao que a organização chamou um "juízo revolucionário". Segundo a versão dos Montoneros, foram imputados a Aramburu "108 cargos de traidor à pátria e de assassinato de 27 argentinos", referindo-se neste último caso, aos fuzilamentos derivados do levantamento do general Juan José Valle. O "juízo revolucionário" impôs pena de morte ao general Aramburu, que foi executado mediante um tiro de pistola por Fernando Abal Medina em 1 de junho desse ano. Alguns historiadores afirmaram que as causas da morte de Aramburu foram mais complexas, e estavam relacionadas às circunstâncias políticas nas quais se estava desenvolvendo o governo militar de Juan Carlos Onganía, frente ao qual o general Aramburu estava organizando uma oposição para levar a uma saída eleitoral.
A partir do golpe de 1955 também se popularizou o termo "gorila", para denominar os civis e militares antiperonistas. O termo, criação do humorista antiperonista Aldo Cammarota, inicialmente teve um senso elogioso dos militares e civis que conspiravam para derrocar Perón. Com o passar do tempo, o termo adotou um senso pejorativo.
Outro fato destacado e polêmico foi a relação estabelecida entre o almirante Isaac Rojas e o ex presidente peronista Carlos Menem, durante o mandato deste último. A pouco de assumir Menem, Rojas, que se caracterizou sempre pelo seu forte antiperonismo, surpreendeu a opinião pública expressando opinião favorável ao presidente Menem.